# .500 Nitro Express
El .500 Nitro Express es un cartucho de rifle diseñado para cazar animales grandes en África e India y se diseñó principalmente para ser usado en rifles dobles aunque también se fabricaron rifles de un solo tiro de mecanismo Farquarson recamarados en .500 NE. La compañía Heym también produjo un rifle de cerrojo para este cartucho.  Era usualmente comercializado en dos longitudes: un 3 pulgadas (76 mm) y una versión de 3.25 pulgadas (83 ).

## Historia y orígenes
La nomenclatura .500 Nitro Express refiere a una de las tres cargas del casquillo del .500 Express. Las otras cargas son actualmente conocidas como el .500 Black Powder Express (BPE) y .500 Nitro for Black Powder (Nitro para BPE). Los nombres dados a estas variantes son de origen más moderno para ayudar diferenciarlos. El cartucho original era sencillamente conocido como el .500 Express.

## Diseño y especificaciones
La gran capacidad de carga del .500 Express se debe a que originalmente el cartucho fue diseñado para utilizar pólvora negra como propulsor. La versión de 3.25 pulgadas (76 mm) tiene una capacidad de 138 granos de H2O (8.96 cm³) mientras que el cartucho de 3.25 pulgadas (83 mm) tiene una capacidad de 158 granos de H2O (10.30 cm³).

## Performance
El .500 Nitro Express daba un plus con respecto al poder de parada y balística de las opciones de pólvora negra. El .500 Nitro Express se cargaba con balas enchaquetadas que resultan ser más efectivas que  el .500 BPE o Nitro BPE contra animales peligrosos, además de tener una mayor densidad seccional proporcionando una mayor penetración para animales como el búfalo de Cabo y el elefante africano.
El trayectoria del .500 Nitro Express es similar a la del .30-30 Winchester de170 granos (11 g) . Con la munición Hornady DGX y DGS, el .500 NE logra una máxima trayectoria plana de 180 metros (197 yardas). 

## Uso deportivo
El .500 Nitro Express fue diseñado para cazar animales grandes y peligrosos de pellejo duro, tales como el búfalo del Cabo y el elefante Africano.La opción de proyectiles de 570 granos (37 g) ofrecen una excelente densidad seccional requerida para frenar la embestida de estos animales a distancias aproximadas de 100 metros. 
Algunos cazadores profesionales han criticado la balística terminal del proyectil de .570 granos al no mantener su curso pero de cavitar después del impacto. 
Algunos los cazadores africanos profesionales han renegado que el taper de la 570 bala de grano hacia la nariz, aumenta los incidentes de pez "de bala tailing" durante la penetración que causa la bala a no mantener un curso recto. 
A diferencia de algunos de los cartuchos más modernos como el .460 Weatherby, el .500 Nitro Express no es considerado demasiado potente para cazar felinos grandes, que tampoco requieren balas sólidas ya que tienen pellejo y huesos delgados. 